# Willow Springs Lake
Der Willow Springs Lake ist ein See auf dem Mogollon Rim im Süden von Coconino County im US-Bundesstaat Arizona. Er liegt im Apache-Sitgreaves National Forest, ist ca. 2 km lang und 620 m breit. Der See hat eine Fläche von 0,6 km². Die durchschnittliche Tiefe ist 18 m. Der See liegt in einer Höhe von 2293 m. ü. M.

## Beschreibung
Der See wurde 1966/67 durch das Arizona Game and Fish Department als künstlicher See angelegt, um die Erholungsnutzung, insbesondere der Angelsport zu fördern. Dazu wurde ein Damm im oberen Bereich des Willow Springs Canyon angelegt, der Schmelzwasser auffängt. Der See hat keinen ganzjährigen Zufluss und keinen gesteuerten Ablass, vielmehr wird der natürliche Überlauf des Damms durch den Canyon geführt, bis er zusammen mit dem Woods Canyon den Chevelon Creek bildet.
In den Monaten Mai bis September wird der See intensiv, wöchentlich mit ausgewachsenen Regenbogenforellen besetzt. Am See liegen eine Bootsrampe, mehrere Picknick-Plätze, eine behindertengerechte Toilette und ein kleiner Campingplatz. Ein wesentlich größerer Campingplatz liegt etwa 5 km entfernt.
Der See gehört zu den intensiv genutzten Naherholungsgebieten der Region um Phoenix.